# 巴拉利亚
巴拉利亚，是西班牙加利西亚自治区卢戈省的一个市镇。 总面积141平方公里，总人口3305人（2001年），人口密度23人/平方公里。